# Бредлі (Західна Вірджинія)
Бредлі (англ. Bradley) — переписна місцевість (CDP) в США, в окрузі Релей штату Західна Вірджинія. Населення — 1928 осіб (2020).

## Географія
Бредлі розташоване за координатами 37°52′4″ пн. ш. 81°12′56″ зх. д. / 37.86778° пн. ш. 81.21556° зх. д. (37.867873, -81.215571).  За даними Бюро перепису населення США в 2010 році переписна місцевість мала площу 10,98 км², з яких 10,95 км² — суходіл та 0,02 км² — водойми.

## Демографія
Згідно з переписом 2010 року, у переписній місцевості мешкало 2040 осіб у 797 домогосподарствах у складі 527 родин. Густота населення становила 186 осіб/км².  Було 867 помешкань (79/км²).
Расовий склад населення:
| - 95,3 % — білих - 2,0 % — чорних або афроамериканців - 0,5 % — азіатів - 0,2 % — вихідців з тихоокеанських островів - 0,1 % — корінних американців |

До двох чи більше рас належало 1,3 %. Частка іспаномовних становила 1,3 % від усіх жителів.
За віковим діапазоном населення розподілялося таким чином: 19,0 % — особи молодші 18 років, 67,7 % — особи у віці 18—64 років, 13,3 % — особи у віці 65 років та старші. Медіана віку мешканця становила 35,9 року. На 100 осіб жіночої статі у переписній місцевості припадало 94,3 чоловіків;  на 100 жінок у віці від 18 років та старших — 92,3 чоловіків також старших 18 років.
Середній дохід на одне домашнє господарство  становив 49 711 долар США (медіана — 51 125), а середній дохід на одну сім'ю — 52 484 долари (медіана — 55 729). За межею бідності перебувало 11,6 % осіб, у тому числі 24,0 % дітей у віці до 18 років та 6,3 % осіб у віці 65 років та старших.
Цивільне працевлаштоване населення становило 848 осіб. Основні галузі зайнятості: мистецтво, розваги та відпочинок — 23,1 %, освіта, охорона здоров'я та соціальна допомога — 16,6 %, роздрібна торгівля — 12,9 %, виробництво — 11,0 %.